# ADDICT OF THE TRIP MINDS (アルバム)
『ADDICT OF THE TRIP MINDS』（アディクト・オブ・ザ・トリップ・マインズ）はロックバンド、ADDICT OF THE TRIP MINDSのアルバム。

## 内容
- ジャニーズ事務所のプライベートユニット及びオブリヴィオン・ダストの前身バンドで岡本健一が在籍した「ADDICT OF THE TRIP MINDS」唯一のアルバム（元々は、2枚目のアルバムを完成し発売する予定だったが、岡本と福場潤の脱退により、発売中止になり、この名義の本作は唯一の作品となった）。

## 収録曲
1. 一人にしないで
2. 心の中の銃
3. 特別な人
4. 今はなき世の中
5. 孤独に自由に
6. 偽り感じて
7. 輝ける亡者
8. この場所から
9. 今、再び
作詞：岡本健一　作曲・編曲：ADDICT OF THE TRIP MINDS

## 参加ミュージシャン
- 岡本健一 - ボーカル、ギター
- 福場潤 - ギター
- 川上シゲ - ベース
- 本村貴充 - ドラム